# Stahlgewitter
Gli Stahlgewitter sono un  gruppo musicale hard rock neo-nazi tedesco formatisi a Lubecca nel 1995.

## Formazione
- Daniel „Gigi“ Giese - voce (1995-presente)
- Frank Krämer - chitarra (1995-presente)
- Andreas Koroschetz - basso, batteria (????-presente)

## Discografia

### Album in studio
- 1996 - Das eiserne Gebet
- 1998 - Germania
- 2002 - Politischer Soldat
- 2006 - Auftrag Deutsches Reich
- 2013 - Das Hohelied der Herkunft
- 2013 - Stählerne Romantik (mini-album)

### Raccolte
- 2003 - Germania über alles

### Collaborazioni
- 2001 - Amalek (con Landser e Hauptkampflinie)